# Riccia huebeneriana
Riccia huebeneriana là một loài rêu trong họ Ricciaceae. Loài này được Lindenb. mô tả khoa học đầu tiên năm 1836.